# Anthonius Josephus Maria Leeuwenberg
Anthonius Josephus Maria Leeuwenberg ( 1930 - 2010) fue un botánico, y explorador neerlandés. Realizó extensas expediciones botánicas a Benín, Burkina Faso, Camerún, Gabón, Costa de Marfil, Liberia, Sudáfrica, Madagascar. Obtuvo su doctorado en la Universidad de Utrecht.

## Algunas publicaciones
- anthonius josephus maria Leeuwenberg, f.j.h. van Dilst. 2001. Series of revisions of Apocynaceae: Carissa L. Key to Apocynaceae in continental Africa. Wageningen University papers. Editor Backhuys Publ. 126 pp.

- ------------------------------------------------, ------------------. 1994. A revision of Tabernaemontana two : the New World species and Stemmadenia. Edición ilustrada de Royal Botanic Gardens, Kew, 238 pp. ISBN 0947643745

- christiane tirel-Roudet, anthonius josephus maria Leeuwenberg, jules-eugène Vidal. 1972. Loganiaceae. Volumen 13 de Flore du Cambodge, du Laos et du Vietnam. Révision de la Flore générale de l'Indochine. Editor Muséum National d'Histoire Naturelle, 109 pp.

## Honores

### Eponimia
Género
- (Euphorbiaceae) Leeuwenbergia Letouzey & N.Hallé[2]

Especies
- (Apocynaceae) Tabernaemontana leeuwenbergiana J.F.Morales[3]
- La abreviatura «Leeuwenb.» se emplea para indicar a Anthonius Josephus Maria Leeuwenberg como autoridad en la descripción y clasificación científica de los vegetales.[4]